# Hesperis (planta)
Hesperis es un género de plantas con flores, perteneciente a la familia Brassicaceae. Nativo de Eurasia ha pasado como planta ornamental a Norteamérica desde el siglo XVII, donde actualmente se le considera especie invasora en tres estados de EE. UU.. Comprende 428 especies descritas y de estas, solo 28 aceptadas.

## Descripción
Tiene las hojas alternas, dentadas, lanceoladas con 5-15 centímetros de longitud, más grandes hacia la base de la planta. Alcanza un metro de altura. Las flores de color blanco a lavanda púrpura son fragantes.

## Taxonomía
El género fue descrito por Carlos Linneo y publicado en Species Plantarum 2: 663. 1753. La especie tipo es: Hesperis matronalis L.

## Especies aceptadas
A continuación se brinda un listado de las especies del género Hesperis (planta) aceptadas hasta octubre de 2014, ordenadas alfabéticamente. Para cada una se indica el nombre binomial seguido del autor, abreviado según las convenciones y usos.
- Hesperis vrabelyiana (Schur) Borbás
- Hesperis unguicularis Boiss.
- Hesperis tristis L.
- Hesperis thyrsoidea Boiss.
- Hesperis theophrasti Borbás
- Hesperis sylvestris Crantz
- Hesperis steveniana DC.
- Hesperis robusta Tzvelev
- Hesperis pycnotricha Borbás & Degen
- Hesperis persica Boiss.
- Hesperis odorata F. Dvořák
- Hesperis oblongifolia Schur
- Hesperis nivea Baumg.
- Hesperis multicaulis Boiss.
- Hesperis microcalyx E. Fourn.
- Hesperis matronalis L.
- Hesperis laciniata All.
- Hesperis kotschyi Boiss.
- Hesperis inodora L.
- Hesperis hyrcana Bornm. & Gauba
- Hesperis hirsutissima Tzvelev
- Hesperis elata Hornem.
- Hesperis dinarica Beck
- Hesperis cinerea Poir.
- Hesperis bottae E. Fourn.
- Hesperis boissieriana Bornm.
- Hesperis bicuspidata Poir.
- Hesperis armena Boiss.